# Зиемельупе
Зие́мельу́пе (латыш. Ziemeļupe) — небольшой залив, расположенный в центре острова Буллю. Рядом с ним расположены водоочистные сооружения.

## История
Залив Зиемельупе образовался в 1697 году, когда Лиелупе (в наст. время Булльупе), впадая в Рижский залив, образовала остров Буллю. Повторные прорывы наблюдались в 1709 и 1759. Позже устье Зиемельупе было занесено песком, и образовался залив.